# Operacija Ozren
Operacija Ozren (njem. Unternehmen Ozren), ponegdje zvana i Ozren II (kao svojevrsni nastavak ranije Ozrenske operacije),  bila je vojna operacija Sila Osovine protiv ustanika (partizana) u Nezavisnoj Državi Hrvatskoj na prostoru istočne Bosne. Cilj joj je bio uništiti partizanske snage na području između rijeka Bosne i Spreče. Glavninu osovinskih snaga činila je njemačka 718. pješačka divizija pojačana jednom pukovnijom 342. pješačke divizije, zajedno s nekoliko domobranskih bojna i I. stajaćim djelatnim sdrugom Ustaške vojnice. 

## Suprotstavljene snage

### Snage Osovine
- njemačka 697. pješačka pukovnija
- njemačka 750. pješačka pukovnija
- njemačka 738. pješačka pukovnija
- domobranska 15. bojna
- domobranska 1. pješačka pukovnija
- ustaška XIII. djelatna bojna
- I. doknadna bojna
- III. bojna Vojne krajine
- I. stajaći djelatni sdrug Ustaške vojnice

### Partizanske snage
- Ozrenski odred
  - 1. bataljon
  - 2. bataljon
  - 3. bataljon
  - 4. bataljon
  - Udarni bataljon